# Pierre Dufresne
Pour les articles homonymes, voir Dufresne.
 (août 2013).
Si vous disposez d'ouvrages ou d'articles de référence ou si vous connaissez des sites web de qualité traitant du thème abordé ici, merci de compléter l'article en donnant les références utiles à sa vérifiabilité et en les liant à la section « Notes et références ».
Pierre Dufresne est un acteur québécois, né le 7 avril 1927 à Montréal (Canada) et mort le 31 octobre 1984 d'une crise cardiaque.

## Biographie
Tout débute pour lui dans sa famille à Outremont. La musique et la radio y tiennent une place de choix.
Pierre Dufresne débute comme annonceur à la station CKCH de Hull en 1949. C'est là qu'il rencontre Yvon Dufour, l'un des directeurs du théâtre du Pont-Neuf, qui l'incite à jouer la comédie. Dufresne quitte CKCH en 1952.
Plus tard, il entre à Radio-Canada comme annonceur. C'est avec Colette Devlin qu'il fait ses premières armes à la télévision. Il joue son premier grand rôle dans le feuilleton télévisé Cap-aux-sorciers, de Guy Dufresne, dans lequel il interprète le rôle de Marin.
Dans les années 60, il a fait quelques doublages de personnages secondaires.
Il joue Fardoche dans la première génération de la télésérie pour enfants Passe-Partout. Il a également interprété le rôle de Joseph-Arthur Lavoie dans le feuilleton Le Temps d'une paix, de Pierre Gauvreau. À la suite de son décès, son rôle fut repris par le comédien Jean Besré.
En 1984, il décède d'une crise cardiaque à l'âge de 57 ans. Sa sépulture est située dans le Cimetière Notre-Dame-des-Neiges, à Montréal.
Il est le grand-père de Noémie Dufresne.

## Filmographie
- 1955 : Cap-aux-sorciers (série TV) : Un marin
- 1957 : Le Survenant (série TV) : Ugène
- 1957 : Radisson (série TV)
- 1957 : Opération-mystère (série TV) : Blais
- 1957 : Les Brûlés (série TV + film) : Freddy Lacourse
- 1958 : Marie-Didace (série TV) : Ugène
- 1958 : Ouragan (série TV) : Tony
- 1959 : Ouragan (série TV) : Justin
- 1960 : Filles d'Ève (série TV) : Henri Breton
- 1960 : La Côte de sable (série TV) : Caporal Lemieux
- 1962 : Le Pain du jour (série TV) : Luc Raymond
- 1963 : Ti-Jean caribou (série TV)
- 1963 : Rue de l'anse (série TV) : Désiré Lamy
- 1963 : Septième nord (série TV) : Policier
- 1964 : Monsieur Lecoq (série TV) : Chanlouineau
- 1966 : Rue des Pignons (série TV) : Germain Désy
- 1966 : Minute, papillon ! (série TV) : Électricien
- 1969 : Jusqu'au cœur
- 1969 : Bilan (téléthéâtre)
- 1970 : Les Berger (série TV) : Dr Gagnon
- 1970 : Symphorien (série TV)
- 1971 : Le savoir-faire s'impose : 1re partie
- 1971 : Les Maudits Sauvages : Thomas Hébert
- 1972 : Le Temps d'une chasse : Lionel
- 1972 : Comme tout l'monde (série TV)
- 1972 : Les Forges de Saint-Maurice (série TV) : Pierre Dasylva
- 1973 : And I Love You Dearly : Mel Johnson
- 1973 : La Maîtresse : Mel Johnson
- 1974 : Les Beaux Dimanches
- 1975 : Y'a pas de problème (série TV) : Clément Juneau
- 1975 : La Petite Patrie (série TV / Quelques épisodes) : Ferdinand
- 1975 : Pour le meilleur et pour le pire : Johnny
- 1976 : Grand-Papa (série TV) : Jean-Paul Lamontagne
- 1977 : Passe-Partout (série TV) : Fardoche
- 1978 : The Battle of the Châteauguay
- 1979 : Au revoir à lundi : Baxter
- 1978 : Le Procès d'Andersonville (téléfilm) : Sergent Gray
- 1978 : Race de monde (série TV) : Tony Furtado
- 1979 : Chez Denise (série TV)
- 1980 : Le Temps d'une paix (série TV) : Joseph-Arthur Lavoie (1980-1984)
- 1980 : Frédéric (série TV) : Rosaire Beausoleil